# 愛知川町
愛知川町（えちがわちょう）は、かつて滋賀県愛知郡（えちぐん）にあった町。近世には中山道66番目の宿場愛知川宿があった。明治天皇が御小休された部屋がそのまま保存されている。
2006年（平成18年）2月13日、隣接する秦荘町と合併して愛荘町が発足し、愛知川町は廃止された。

## 地理
湖東平野に位置し、町域を愛知川、宇曽川が流れる。

### 隣接していた自治体
- 彦根市
- 東近江市
- 犬上郡豊郷町
- 愛知郡秦荘町
- 神崎郡能登川町

## 歴史
古代・中世には東山道がこの付近を通っていたと考えられている。
近世には、中山道の宿場町として栄えた。歌川広重らが描いた木版画「木曽海道六拾九次」では、66枚目として愛知川にかかる無賃橋が描かれている。ただし、愛知川宿は江戸から数えて65番目の宿場である。

### 沿革
- 1889年（明治22年）4月1日 - 町村制の施行により、市村、愛知川村、中宿村、沓掛村、石橋村、川久保村、長野村、河原村及び山川原村の区域をもって、愛知川村が発足する。
- 1909年（明治42年）10月1日 - 愛知川村が町制施行して、愛知川町となる。
- 1955年（昭和30年）4月1日 - 愛知川町及び豊国村が合併して、改めて愛知川町が発足する。
- 2006年（平成18年）2月13日 - 愛知川町及び秦荘町が合併して、愛荘町が発足する。

## 行政

### 歴代町長
- 初代：西山勘次郎
- 2代：辰巳又四郎
- 3代：石山義雄
- 4代：岡村彦太郎
- 5代：石山義雄
- 6代：中野和夫
- 7代：小寺廣
- 8代：平元真

## 姉妹都市
- ウエストベンド市（アメリカ合衆国 ウィスコンシン州）

1998年8月14日 姉妹都市提携

## 教育
小学校
- 愛知川町立愛知川小学校（愛知川町沓掛）
- 愛知川町立愛知川東小学校（愛知川町豊満）

中学校
- 愛知川町立愛知中学校（愛知川町市）

高等学校
- 滋賀県立愛知高等学校（愛知川町愛知川）

## 産業
農業
『大日本篤農家名鑑』によれば、愛知川村の篤農家は「細野繁明、阿藤市平、渡邊四郎、里西勘平、浦部新平、西村吉蔵、西村元次郎、神谷為吉、谷川磯次郎、西山元彌、藤居清吉、塚本貞次郎、松居吉平」などがいた。
主な企業
- 三笠コカ・コーラ・ボトラーズ
- 日本電産
- タカタ
- 栗本コンクリート
- 立川ブラインド
- 川島織物
- 杉本インテリア
- 日本デキシー
- ユニックス

## 交通

### 鉄道
- 近江鉄道本線
  - 愛知川駅

### 道路
一般国道
- 国道8号

主要地方道
- 滋賀県道20号愛知川彦根線
- 滋賀県道28号湖東愛知川線

一般県道
- 滋賀県道213号湖東彦根線
- 滋賀県道214号愛知川停車場線
- 滋賀県道221号目加田湖東線
- 滋賀県道529号小田苅愛知川線

## 施設
- 東近江警察署愛知川警部交番
- 保健センター
- 愛知川町中央公民館、町営テニスコート
- るーぶる愛知川
- 近江上布伝統産業会館
- ゆうがくの郷びんてまりの館
- 平和堂愛知川店（アモール）
- 愛映劇場 - 映画館。（1952年〜1967年頃）

## 名所・旧跡
- 旧愛知川宿
  - 竹平楼（かつての旅籠屋。明治天皇の御座所が保存されている。登録有形文化財）
- 豊満神社（鎌倉時代末の四脚門は国の重要文化財）
- 近江鉄道愛知川橋梁（開業当時の鉄橋が現在も使われている。登録有形文化財）
- 旧愛知郡役所（大正時代の郡役所建築。滋賀県内に現存する唯一の遺構）
- 愛知川祇園納涼祭花火大会（滋賀県湖東地方で最も歴史が長い花火大会）
- 近江商人亭

## 伝統工芸品
- びん細工手まり
- 近江上布
- 近江刺繍

## 出身者
- みずき舞
- 有村治子
- ダイアン(津田篤宏、ユースケ<西澤裕介>)